# Артерия (група)
 Тази статия е за музикалната група.  За кръвоносния съд вижте Артерия.  
Артерия българска група от Поморие, създадена през 1989. Тя е създадена като хардкор група, но впоследствие стилът и се изменя към фолк метъл.

## История
Артерия е създадена през лятото на 1989 в Поморие, България. До 1997 Артерия свирят из цялата страна на всички малки и големи фестивали и имат стотици гостувания по телевизия, радио и преса. През това време те издават три албума на български език – Луди работи (1993), Жълтопепелява скука (1995), Утопия (1997). Следващите албуми на Артерия в по-голямата си част са на английски.
В началото на 1997 момчетата се преместват в Прага и започват да изнасят малки акустични концерти с гръцко бузуки. Това бързо набира популярност и те започват да експериментират с нови стилове, смесвайки балкански, български и гръцки ритми с агресията и страстта на любимата им западна и хардкор музика. След две години турнета из Чехия, групата решава да се премести в Холандия. В Амстердам те срещат австралийската поп/рок певица Кейт Флеминг и заедно с нея създават, записват и изпълняват албума Valley of the Sunflowers. С това звучене Артерия достигат до полуфиналите на „Голямата награда на Холандия“ през 1999 (De Groote Prijs van Nederland).
След напускането на Кейт през 2000, мястото и заема младият американски китарист Клайд Шори, с който групата започва да се завръща към метъл корените си. С Клайд те записват Balkan Underground. През 2001 Филип Флусер от метъл групата Luca Brasi, се присъединява към групата за записа на макси сингъла Artery и албума Newtopia. Албумът е издаден от собствения лейбъл на Артерия Arteria Records. Издаването на албума е последвано от заснемането на клип към песента Control, която е номер 1 в Българския музикален канал MM в продължение на седмици.
2002 и 2003 са много напрегнат период за групата – пътуване, записи и концерти, включително и турне в 25 френски града с френската метъл група Def Daf от град Орлеан. Другите места включват чешкия Trutnov Fest (2002), на който сверият пред 15 000 души; холандският Uilen Pop (2003); Melkweg и Paradiso, както и други събития в Амстердам. Белгия и Германия също са част от местата, където групата е изнасяла концерти.
През април 2003 момчетата отиват в САЩ за шоу в Cagein LA в световноизвестния „Roxy“. Шаво Одаджиан от System of a Down, Джеймс Шафър от Korn и Логън Мадър от |Machine Head и Soulfly присъстват на шоуто. Те канят Клайд да участва с тях в проект наречен CKUF.
В края на 2003 Клайд напуска Artery, за да стане част от новата група на Логан The New Black. Това поставя Артерия в нужда от нов китарист. Мястото заема Мена, брат на басиста Хъби.
През 2006 година излиза последният албум на Артерия Art of Bleeding. Като към песните Me and you и Electricity са заснети клипове.
През 2009 групата ще чества своята 20-годишнина на музикалната сцена.

## Дискография
- Луди работи (1993)
- Жълтопепелява скука (1995)
- Утопия (1997)
- Valley of Sunflowers (1998)
- Balkan Underground (2000)
- Newtopia (2003)
- Art of Bleeding (2006)